# Dichrooscytus latifrons
Dichrooscytus latifrons är en insektsart som beskrevs av Knight 1968. Dichrooscytus latifrons ingår i släktet Dichrooscytus och familjen ängsskinnbaggar. Inga underarter finns listade i Catalogue of Life.